# スーパーライブ 日本武道館
『スーパーライブ 日本武道館』（スーパーライブ にっぽんぶどうかん）は矢沢永吉2作目のライブ・アルバム。1977年11月21日発売。

## 解説
会場貸出拒否、ファンの暴走、世論等、数々の難題を克服した、日本人ロックアーティスト初の日本武道館単独公演を行ったライブ音源を収録。

## 収録曲

### Disc.1
1. Introduction
2. 世話がやけるぜ
3. 奴はデビル
4. 最後の約束
5. キャロル
6. 夏のフォトグラフ
7. 苦い涙
8. 恋の列車はリバプール発
9. サブウェイ特急
10. ライフ・イズ・ヴェイン
11. トラベリン・バス
12. 燃えるサンセット

### Disc.2
1. バーボン人生
2. 安物の時計
3. 真夜中のロックン・ロール
4. ウィスキー・コーク
5. 古いラヴレター
6. アイ・ラヴ・ユー,OK
7. 通りすがりの恋
8. 黒く塗りつぶせ
9. A DAY
10. ひき潮

## クレジット
- 相沢行夫（ギター）
- 木原 敏雄（ギター）
- 伊藤久之（ベース）
- 大森正治（ドラムス）
- 岩崎肇（キーボード）
- 下川秀夫（サックス）
- 須山恭一（サックス）